# Journée de l'Europe (Conseil de l'Europe)
Ne doit pas être confondu avec Journée de l'Europe (Union européenne).
La Journée de l’Europe est le nom donné à une fête célébrée le 5 mai par le Conseil de l'Europe et ses États membres. Elle ne doit pas être confondue avec la Journée de l'Europe d'une autre organisation européenne, l'Union européenne.

## Historique
La Journée de l’Europe du Conseil de l’Europe a été établie par une décision du Comité des ministres en 1964. Il a été fixé le 5 mai car il s'agit de la date de création du Conseil de l'Europe, en 1949.

## Sources

## Compléments